# Pierre Gemayel

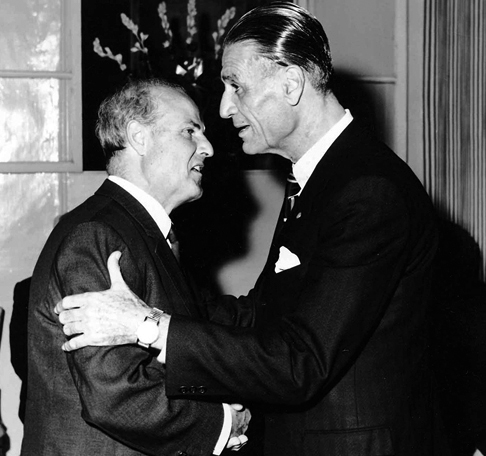
William Hawi en Pierre Gemayel

Pierre Gemayel (Bikfaya, 6 november 1905 – Bikfaya, 29 augustus 1984) (Arabisch: بيير جميل) was een Libanese sjeik, politicus en stichter van het falangisme. Hij is ook de vader van Bashir en Amin die beiden president van Libanon waren.
Gemayel behoorde tot de christelijke gemeenschap van Libanon en was een maroniet. Oorspronkelijk was hij apotheker. In 1936 leidde hij de Libanese delegatie op de Olympische Spelen in Berlijn. Daar maakte hij kennis met het nazisme en de NSDAP. Hoewel hij de nazi-doctrine afwees, bewonderde hij wel de organisatie van die partij. Na zijn terugkeer stichtte hij de Kataebpartij die op gelijkaardige wijze was georganiseerd.
In de burgeroorlog van 1958 was hij een prominent figuur in de rechtse beweging die zich verzette tegen de pogingen van de socialisten om president Camille Chamoun af te zetten. Gemayel werd hiervoor beloond met een ministerpost. Gemayel zou tweemaal pogen president te worden, in 1964 en in 1970. Beide mislukten.
In het conflict met Israël nam Gemayel een dubieuze houding aan. Aan de ene zijde liet hij toe dat Palestijnse organisaties vanuit Libanon konden opereren tegen Israël. Aan de andere zijde vormde hij een privémilitie die deze groeperingen moest aanpakken. Dit privélegertje werd zwaar gesteund door Israël, hoewel de Kataebpartij geïnspireerd was door de NSDAP. Het is dit leger dat verantwoordelijk was voor de moordpartij bij Sabra en Shatila als wraakactie voor de moord op Bashir Gemayel.
Deze tweespalt tussen Palestijnen en hun aanhangers tegen de christelijke groeperingen, zorgde voor het uitbreken van de burgeroorlog van 1975 tot 1990. Gemayel heeft zich daarbij steeds heftig verzet tegen inmenging van Syrië.
De kleinzoon, eveneens genaamd Pierre Gemayel kwam om het leven op 21 november 2006 bij een aanslag. Hij was de zoon van Amin Gemayel en de minister van Industrie in het Libanese kabinet. Hij stond bekend om zijn sterke anti-Syrische sympathieën.